# 奧利安 (內布拉斯加州瓦利縣)
奧利安（英語：Olean）是位於美國內布拉斯加州瓦利縣的非建制地區。

## 地理
奧利安所處的海拔為高於海平面611米（即2005英呎），而該地所採用的時區為UTC-6，即北美中部时区（CST）。同時該地設有夏令時間，為UTC-6調快一小時，即UTC-5（CDT）。